# FC Baník Ostrava 2018/2019
Tento článek se podrobně zabývá událostmi ve fotbalovém klubu FC Baník Ostrava v období sezony 2018/19 a jeho působení v 1. lize a ligovém poháru. Baník v minulé sezóně po dramatickém finiši uhájil svou prvoligovou příslušnost, a tak je i v této sezóně účastníkem nejvyšší české fotbalové soutěže.

## Klub

### Vlastník a vedení klubu

#### Vlastník
Klub vstoupil do sezóny 2018/19 ve stejném vlastnickém složení jako v loňské sezóně. Tudíž 100% vlastníkem jakožto jediný akcionář klubu je společnost Pro Fotbal Property SE, za kterou stojí kroměřížský podnikatel Václav Brabec.

#### Představenstvo
Nejvyšší vedení Baníku jako akciové společnosti tvoří tříčlenné představenstvo ve složení: předseda Václav Brabec, Michal Bělák a Petr Mašlej.

#### Dozorčí rada
Kontrolní funkci vykonává pětičlenná dozorčí rada ve složení: předseda Vladimír Kubík, Lubor Žalman, Dušan Vrťo, Marek Jankulovski a Vladimír Šimáček.

#### Management klubu
Po konci předchozí sezóny skončil v červnu 2018 ve funkci sportovního ředitele klubu Dušan Vrťo, kterého o několik dní později nahradil Marek Jankulovski.

### Realizační tým
Ve složení realizačního týmu nedošlo oproti předchozímu ročníku k podstatným změnám.

#### Trenérský kolektiv A-týmu
Trenérem klubu je od března 2018 kouč Bohumila Páníka s asistentem trenéra Janem Sombergem.
| A tým                           | A tým                                                     |
| ------------------------------- | --------------------------------------------------------- |
| Hlavní trenér                   | Bohumil Páník                                             |
| Asistent trenéra                | Jan Somberg                                               |
| Trenér brankářů                 | Vít Baránek                                               |
| Kondiční trenér                 | Michal Hrubý                                              |
| Manažer týmu                    | Roman Fiala                                               |
| Klubové vedení                  |                                                           |
| Vlastník klubu                  | Václav Brabec                                             |
| Předseda představenstva         | Václav Brabec                                             |
| Členové představenstva          | Michal Bělák                                              |
| Členové představenstva          | Václav Brabec                                             |
| Členové představenstva          | Petr Mašlej                                               |
| Předseda dozorčí rady           | Vladimír Kubík                                            |
| Členové dozorčí rady            | Vladimír Kubík                                            |
| Členové dozorčí rady            | Dušan Vrťo                                                |
| Členové dozorčí rady            | Lubor Žalman                                              |
| Členové dozorčí rady            | Marek Jankulovski                                         |
| Členové dozorčí rady            | Vladimír Šimáček                                          |
| Výkonný ředitel                 | Michal Bělák                                              |
| Sportovní ředitel               | Dušan Vrťo (do 8.6.2018) Marek Jankulovski (od 11.6.2018) |
| Sportovní ředitel mládeže       | Petr Mašlej                                               |
| Obchodní a marketingový ředitel | Martin Rak                                                |
| Provozní a bezpečnostní manažer | Petr Konderla                                             |

## Soupiska

### První tým
| Číslo | Pozice | Nár.      | Hráč               | Datum narození a věk        | Od roku | Smlouva do | Předchozí angažmá    |
| ----- | ------ | --------- | ------------------ | --------------------------- | ------- | ---------- | -------------------- |
| 1     | B      | Česko     | František Chmiel   | 15. června 1997 (27 let)    | 6/2015  | 6/2020     | tým U19              |
| 16    | B      | Česko     | Jan Laštůvka       | 7. července 1982 (42 let)   | 1/2018  | 6/2019     | SK Slavia Praha      |
| 30    | B      | Slovensko | Viktor Budinský    | 9. května 1993 (31 let)     | 2/2018  | 6/2022     | AC Sparta Praha      |
| 3     | O      | Česko     | Martin Šindelář    | 21. ledna 1991 (34 let)     | 6/2017  | 12/2022    | SK Sigma Olomouc     |
| 6     | O      | Česko     | Denis Granečný     | 7. září 1998 (26 let)       | 1/2016  | 6/2023     | tým U19              |
| 9     | O      | Česko     | Lukáš Pazdera      | 6. března 1987 (37 let)     | 8/2017  | 12/2019    | FC Fastav Zlín       |
| 15    | O      | Česko     | Patrizio Stronati  | 17. listopadu 1994 (30 let) | 6/2018  | 6/2022     | FK Austria Wien      |
| 24    | O      | Česko     | Václav Procházka   | 8. května 1984 (40 let)     | 2/2018  | 6/2020     | Osmanlıspor          |
| 25    | O      | Česko     | Jiří Fleišman      | 2. října 1984 (40 let)      | 1/2018  | 6/2021     | FK Mladá Boleslav    |
| 32    | O      | Rusko     | Arťom Mešaninov    | 19. února 1996 (29 let)     | 1/2016  | 6/2020     | tým U21              |
| 5     | Z      | Česko     | Adam Jánoš         | 20. července 1992 (32 let)  | 7/2018  | 6/2022     | FK Mladá Boleslav    |
| 7     | Z      | Česko     | Martin Fillo       | 7. února 1986 (39 let)      | 12/2017 | ?          | FK Teplice           |
| 10    | Z      | Česko     | Robert Hrubý       | 27. dubna 1994 (30 let)     | 12/2016 | 12/2022    | SK Slavia Praha      |
| 14    | Z      | Česko     | Jakub Bolf         | 9. března 1998 (26 let)     | 6/2018  | ?          | tým U21              |
| 17    | Z      | Česko     | Milan Jirásek      | 14. května 1992 (32 let)    | 1/2018  | 6/2020     | Bohemians Praha 1905 |
| 21    | Z      | Česko     | Daniel Holzer      | 18. srpna 1995 (29 let)     | 7/2018  | ?          | AC Sparta Praha      |
| 8     | Ú      | Senegal   | Dame Diop          | 15. února 1993 (32 let)     | 12/2017 | 6/2020     | FC Fastav Zlín       |
| 11    | Ú      | Srbsko    | Nemanja Kuzmanović | 27. května 1989 (35 let)    | 1/2019  | 6/2022     | SFC Opava            |
| 19    | Ú      | Česko     | Jakub Šašinka      | 2. října 1995 (29 let)      | 9/2014  | 12/2020    | tým U21              |
| 27    | Ú      | Česko     | Milan Baroš        | 28. října 1981 (43 let)     | 6/2017  | 6/2019     | FC Slovan Liberec    |
| 31    | Ú      | Česko     | Ondřej Šašinka     | 21. března 1998 (26 let)    | 12/2015 | 6/2022     | tým U19              |

### Širší kádr
| Číslo | Pozice | Nár.     | Hráč                    | Datum narození a věk        | Smlouva v Baníku do | Hostování do | Současný klub                   |
| ----- | ------ | -------- | ----------------------- | --------------------------- | ------------------- | ------------ | ------------------------------- |
|       | B      | Česko    | Jakub Lapeš             | 4. července 1999 (25 let)   | 6/2021              | -            | širší kádr A-týmu               |
| 2     | O      | Česko    | Matěj Helešic           | 12. listopadu 1996 (28 let) | 6/2020              | 6/2019       | SK Dynamo České Budějovice (II) |
| 12    | O      | Česko    | Josef Celba             | 30. ledna 1995 (30 let)     | 6/2023              | 6/2019       | MFK Vítkovice (II)              |
| 13    | O      | Ukrajina | Oleksandr Azackyj       | 13. ledna 1994 (31 let)     | 12/2020             | 6/2019       | FC Torpedo Kutaisi              |
| 18    | O      | Česko    | Petr Breda              | 1. srpna 1993 (31 let)      | 6/2020              | 6/2019       | FC Vysočina Jihlava (II)        |
| 20    | O      | Česko    | Jakub Pokorný           | 11. září 1996 (28 let)      | 6/2020              | 6/2019       | FC Hradec Králové (II)          |
| 22    | Z      | Česko    | Filip Kaloč             | 27. února 2000 (25 let)     | 6/2022              | 6/2019       | MFK Vítkovice (II)              |
|       | Z      | Brazílie | Dyjan Carlos de Azevedo | 23. června 1991 (33 let)    | 12/2020             | 6/2019       | Paris FC (II)                   |
|       | Z      | Česko    | Tomáš Hykel             | 23. listopadu 1996 (28 let) | 6/2020              | 6/2019       | MFK Frýdek-Místek (III)         |
|       | Z      | Česko    | Dan Ožvolda             | 11. října 1996 (28 let)     | ?                   | 6/2019       | MFK Vítkovice (II)              |
|       | Z      | Česko    | Ondřej Chvěja           | 17. července 1998 (26 let)  | 6/2020              | 6/2019       | MFK Vítkovice (II)              |
|       | Z      | Česko    | Jan Matěj               | 4. června 1996 (28 let)     | ?                   | 6/2019       | MFK Vítkovice (II)              |
|       | Z      | Česko    | Dominik Smékal          | 22. ledna 1998 (27 let)     | ?                   | 6/2019       | FC Odra Petřkovice (III)        |
|       | Ú      | Česko    | Martin Macej            | 15. dubna 1997 (27 let)     | 12/2019             | -            | širší kádr A-týmu               |

### Změny v kádru v letním přestupovém období 2018
| Číslo | Poz. | Nár.  | Hráč              | Datum narození a věk        | Odkud přišel                   | Typ                | Smlouva do roku | Zdroj            |
| ----- | ---- | ----- | ----------------- | --------------------------- | ------------------------------ | ------------------ | --------------- | ---------------- |
| 1     | B    | Česko | Jakub Lapeš       | 4. července 1999 (25 let)   | tým U19                        | odchovanec         | 6/2021          | fcb.cz           |
|       | B    | Česko | František Chmiel  | 15. června 1997 (27 let)    | MFK Vítkovice                  | návrat z hostování | 6/2020          | twitter.com      |
| 4     | O    | Česko | Martin Sus        | 15. března 1990 (34 let)    | FK Mladá Boleslav              | návrat z hostování | 6/2018          | fcb.cz           |
| 15    | O    | Česko | Patrizio Stronati | 17. listopadu 1994 (30 let) | FK Austria Wien                | volný hráč         | 6/2022          | fcb.cz           |
| 20    | O    | Česko | Jakub Pokorný     | 11. září 1996 (28 let)      | FK Ústí nad Labem              | návrat z hostování | 6/2020          | fcb.cz           |
|       | O    | Česko | Josef Celba       | 30. ledna 1995 (30 let)     | FK Fotbal Třinec               | návrat z hostování | 12/2019         | twitter.com      |
|       | O    | Česko | Martin Honiš      | 26. ledna 1996 (29 let)     | FC Odra Petřkovice             | návrat z hostování | 6/2019          | transfermarkt.de |
| 5     | Z    | Česko | Adam Jánoš        | 20. července 1992 (32 let)  | FK Mladá Boleslav              | přestup            | 6/2022          | fcb.cz           |
| 14    | Z    | Česko | Jakub Bolf        | 9. března 1998 (26 let)     | tým U19                        | odchovanec         | ?               | fcb.cz           |
| 21    | Z    | Česko | Daniel Holzer     | 18. srpna 1995 (29 let)     | AC Sparta Praha                | přestup            | ?               | fcb.cz           |
| 22    | Z    | Česko | Filip Kaloč       | 27. února 2000 (25 let)     | tým U19                        | odchovanec         | 6/2022          | fcb.cz           |
|       | Z    | Česko | Tomáš Hykel       | 23. listopadu 1996 (28 let) | FK Fotbal Třinec               | návrat z hostování | 6/2020          | twitter.com      |
|       | Z    | Česko | Dan Ožvolda       | 11. října 1996 (28 let)     | MFK Vítkovice                  | návrat z hostování | ?               | twitter.com      |
|       | Z    | Česko | Jan Matěj         | 4. června 1996 (28 let)     | MFK Vítkovice                  | návrat z hostování | 6/2018          | twitter.com      |
|       | Z    | Česko | Dominik Smékal    | 22. ledna 1998 (27 let)     | FC Odra Petřkovice             | návrat z hostování | ?               | twitter.com      |
|       | Z    | Česko | Ondřej Chvěja     | 17. července 1998 (26 let)  | MFK Frýdek-Místek              | návrat z hostování | 6/2020          | transfermarkt.de |
|       | Z    | Česko | Jakub Malý        | 17. ledna 1997 (28 let)     | FK Mohelnice                   | návrat z hostování | ?               | transfermarkt.de |
| 19    | Ú    | Česko | Jakub Šašinka     | 2. října 1995 (29 let)      | FK Poprad                      | návrat z hostování | 12/2020         | fcb.cz           |
| 22    | Ú    | Česko | Alexander Jakubov | 11. ledna 1991 (34 let)     | FK Ústí nad Labem              | návrat z hostování | 6/2019          | fcb.cz           |
| 31    | Ú    | Česko | Ondřej Šašinka    | 21. března 1998 (26 let)    | FC ViOn Zlaté Moravce – Vráble | návrat z hostování | 6/2020          | fcb.cz           |
|       | Ú    | Česko | Martin Macej      | 15. dubna 1997 (27 let)     | MFK Frýdek-Místek              | návrat z hostování | 12/2019         | fcb.cz           |
|       | Ú    | Česko | Marek Szotkowski  | 18. ledna 1996 (29 let)     | FC Odra Petřkovice             | návrat z hostování | ?               | transfermarkt.de |

| Číslo | Poz. | Nár.      | Hráč                    | Datum narození a věk        | Kam odešel                       | Typ                         | Doba trvání do | Zdroj                                                          |
| ----- | ---- | --------- | ----------------------- | --------------------------- | -------------------------------- | --------------------------- | -------------- | -------------------------------------------------------------- |
| 1     | B    | Česko     | Martin Šustr            | 3. října 1990 (34 let)      | MFK Vítkovice                    | hostování                   | 6/2019         | transfermarkt.de                                               |
|       | B    | Česko     | František Chmiel        | 15. června 1997 (27 let)    | FC Odra Petřkovice               | hostování                   | 12/2018        | transfermarkt.de                                               |
| 2     | O    | Česko     | Matěj Helešic           | 12. listopadu 1996 (28 let) | SK Dynamo České Budějovice       | hostování                   | 6/2019         | fcb.cz                                                         |
| 4     | O    | Česko     | Martin Sus              | 15. března 1990 (34 let)    | ŠKF Sereď                        | rozvázání smlouvy           | -              | fcb.cz                                                         |
| 12    | O    | Francie   | Christophe Psyché       | 28. července 1988 (36 let)  | Kristiansund BK                  | rozvázání smlouvy           | -              | fcb.cz                                                         |
| 13    | O    | Ukrajina  | Oleksandr Azackyj       | 13. ledna 1994 (31 let)     | FC Torpedo Kutaisi               | hostování s opcí na přestup | 12/2018        | fctorpedo.ge fcb.cz                                            |
| 20    | O    | Česko     | Jakub Pokorný           | 11. září 1996 (28 let)      | FC Hradec Králové                | hostování s opcí na přestup | 6/2019         | fcb.cz                                                         |
|       | O    | Česko     | Josef Celba             | 30. ledna 1995 (30 let)     | MFK Vítkovice                    | hostování                   | 6/2019         | transfermarkt.de                                               |
|       | O    | Česko     | Martin Honiš            | 26. ledna 1996 (29 let)     | FC Odra Petřkovice               | hostování                   | 6/2019         | is.fotbal.cz Archivováno 8. 6. 2020 na Wayback Machine.        |
| 11    | Z    | Brazílie  | Dyjan Carlos de Azevedo | 23. června 1991 (33 let)    | Paris FC                         | hostování s opcí na přestup | 6/2019         | fcb.cz                                                         |
| 25    | Z    | Česko     | Tomáš Mičola            | 26. září 1988 (36 let)      | SK Dětmarovice                   | vypršení smlouvy            | -              | fcb.cz is.fotbal.cz Archivováno 1. 4. 2023 na Wayback Machine. |
| 33    | Z    | Slovensko | Marek Hlinka            | 4. října 1990 (34 let)      | FC Torpedo Kutaisi               | vypršení smlouvy            | -              | fcb.cz fctorpedo.ge                                            |
|       | Z    | Česko     | Jan Matěj               | 4. června 1996 (28 let)     | MFK Vítkovice                    | hostování                   | 6/2019         | transfermarkt.de                                               |
|       | Z    | Česko     | Dan Ožvolda             | 11. října 1996 (28 let)     | MFK Vítkovice                    | hostování                   | 6/2019         | transfermarkt.de                                               |
|       | Z    | Česko     | Dominik Smékal          | 22. ledna 1998 (27 let)     | FC Odra Petřkovice               | hostování                   | 6/2019         | is.fotbal.cz Archivováno 8. 6. 2020 na Wayback Machine.        |
|       | Z    | Česko     | Tomáš Hykel             | 23. listopadu 1996 (28 let) | FC Vysočina Jihlava              | hostování                   | 6/2019         | fcb.cz                                                         |
|       | Z    | Česko     | Jakub Malý              | 17. ledna 1997 (28 let)     | SK Beskyd Frenštát pod Radhoštěm | přestup                     | -              | is.fotbal.cz Archivováno 8. 6. 2020 na Wayback Machine.        |
| 22    | Ú    | Česko     | Alexander Jakubov       | 11. ledna 1991 (34 let)     | FC Fastav Zlín                   | přestup                     | -              | fcb.cz                                                         |
| 26    | Ú    | Česko     | Tomáš Poznar            | 27. září 1988 (36 let)      | FC Viktoria Plzeň                | návrat z hostování          | -              | fcb.cz                                                         |
|       | Ú    | Česko     | Martin Macej            | 15. dubna 1997 (27 let)     | MFK Vítkovice                    | hostování                   | 6/2019         | transfermarkt.de                                               |
|       | Ú    | Česko     | Marek Szotkowski        | 18. ledna 1996 (29 let)     | FC Odra Petřkovice               | přestup                     | -              | is.fotbal.cz Archivováno 8. 6. 2020 na Wayback Machine.        |

### Změny v kádru v zimním přestupovém období 2018–2019
| Číslo | Poz. | Nár.     | Hráč               | Datum narození a věk        | Odkud přišel        | Typ                | Smlouva do roku | Zdroj                                                   |
| ----- | ---- | -------- | ------------------ | --------------------------- | ------------------- | ------------------ | --------------- | ------------------------------------------------------- |
|       | B    | Česko    | Martin Šustr       | 3. října 1990 (34 let)      | MFK Vítkovice       | ukončení hostování | 6/2019          | mfkv.cz Archivováno 23. 2. 2019 na Wayback Machine.     |
|       | B    | Česko    | František Chmiel   | 15. června 1997 (27 let)    | FC Odra Petřkovice  | návrat z hostování | 6/2020          | fcb.cz                                                  |
| 13    | O    | Ukrajina | Oleksandr Azackyj  | 13. ledna 1994 (31 let)     | FC Torpedo Kutaisi  | návrat z hostování | 6/2020          | fcb.cz                                                  |
|       | O    | Česko    | Josef Celba        | 30. ledna 1995 (30 let)     | MFK Vítkovice       | ukončení hostování | 12/2019         | fcb.cz                                                  |
|       | O    | Česko    | Martin Honiš       | 26. ledna 1996 (29 let)     | FC Odra Petřkovice  | ukončení hostování | 6/2019          | is.fotbal.cz Archivováno 8. 6. 2020 na Wayback Machine. |
|       | Z    | Česko    | Tomáš Hykel        | 23. listopadu 1996 (28 let) | FC Vysočina Jihlava | ukončení hostování | 6/2020          | fcvysocina.cz                                           |
| 11    | Ú    | Srbsko   | Nemanja Kuzmanović | 27. května 1989 (35 let)    | SFC Opava           | přestup            | 6/2022          | fcb.cz                                                  |
|       | Ú    | Česko    | Martin Macej       | 15. dubna 1997 (27 let)     | MFK Vítkovice       | ukončení hostování | 12/2019         | mfkv.cz Archivováno 23. 2. 2019 na Wayback Machine.     |

| Číslo | Poz. | Nár.     | Hráč              | Datum narození a věk        | Kam odešel          | Typ                         | Doba trvání do | Zdroj                                                   |
| ----- | ---- | -------- | ----------------- | --------------------------- | ------------------- | --------------------------- | -------------- | ------------------------------------------------------- |
|       | B    | Česko    | Martin Šustr      | 3. října 1990 (34 let)      | MFK Vyškov          | rozvázání smlouvy           | -              | is.fotbal.cz Archivováno 8. 6. 2020 na Wayback Machine. |
| 12    | O    | Česko    | Josef Celba       | 30. ledna 1995 (30 let)     | MFK Vítkovice       | hostování                   | 6/2019         | mfkv.cz Archivováno 12. 2. 2019 na Wayback Machine.     |
| 13    | O    | Ukrajina | Oleksandr Azackyj | 13. ledna 1994 (31 let)     | FC Torpedo Kutaisi  | hostování s opcí na přestup | 6/2019         | fcb.cz                                                  |
| 18    | O    | Česko    | Petr Breda        | 1. srpna 1993 (31 let)      | FC Vysočina Jihlava | hostování                   | 6/2019         | fcb.cz                                                  |
|       | O    | Česko    | Martin Honiš      | 26. ledna 1996 (29 let)     | FC Odra Petřkovice  | přestup                     | -              | is.fotbal.cz Archivováno 8. 6. 2020 na Wayback Machine. |
| 22    | Z    | Česko    | Filip Kaloč       | 27. února 2000 (25 let)     | MFK Vítkovice       | hostování                   | 6/2019         | fcb.cz                                                  |
|       | Z    | Česko    | Ondřej Chvěja     | 17. července 1998 (26 let)  | MFK Vítkovice       | hostování                   | 6/2019         | fcb.cz                                                  |
|       | Z    | Česko    | Tomáš Hykel       | 23. listopadu 1996 (28 let) | MFK Frýdek-Místek   | hostování                   | 6/2019         | is.fotbal.cz Archivováno 8. 6. 2020 na Wayback Machine. |
| 23    | Z    | Česko    | Bronislav Stáňa   | 12. listopadu 1993 (31 let) | SFC Opava           | přestup                     | -              | fcb.cz                                                  |

## Hráčské statistiky

### Střelecká listina
| Pořadí | Číslo | Pozice | Nár.    | Hráč                 | Góly | FORTUNA:LIGA | MOL Cup |
| ------ | ----- | ------ | ------- | -------------------- | ---- | ------------ | ------- |
| 1.     | 8     | Ú      | Senegal | Dame Diop            | 9    | 8            | 1       |
| 2.     | 27    | Ú      | Česko   | Milan Baroš          | 7    | 6            | 1       |
| 3.     | 11    | Ú      | Srbsko  | Nemanja Kuzmanović ± | 4    | 4            | 0       |
| 4.     | 31    | Ú      | Česko   | Ondřej Šašinka       | 4    | 3            | 1       |
| 5.     | 25    | O      | Česko   | Jiří Fleišman        | 4    | 1            | 3       |
| 6.     | 7     | Z      | Česko   | Martin Fillo         | 3    | 3            | 0       |
| 7.     | 10    | Z      | Česko   | Robert Hrubý         | 3    | 2            | 1       |
| 8.     | 24    | O      | Česko   | Václav Procházka     | 2    | 2            | 0       |
| 9.     | 21    | Z      | Česko   | Daniel Holzer        | 2    | 2            | 0       |
| 10.    | 15    | O      | Česko   | Patrizio Stronati    | 2    | 2            | 0       |
| 11.    | 19    | Ú      | Česko   | Jakub Šašinka        | 2    | 1            | 1       |
| 12.    | 9     | O      | Česko   | Lukáš Pazdera        | 2    | 1            | 1       |
| 13.    | 23    | Z      | Česko   | Bronislav Stáňa †    | 1    | 1            | 0       |
| 14.    | 3     | O      | Česko   | Martin Šindelář      | 1    | 1            | 0       |
| 15.    | 5     | Z      | Česko   | Adam Jánoš           | 1    | 1            | 0       |
| 16.    | 17    | Z      | Česko   | Milan Jirásek        | 1    | 0            | 1       |
|        |       |        |         | Vlastní              | 1    | 1            | 0       |
|        |       |        |         | Celkem               | 49   | 39           | 10      |

Vysvětlivky: † = odehrál pouze podzimní část, ± = odehrál pouze jarní část.

### Základní sestava FORTUNA:LIGY
Sestavuje se pouze z utkání FORTUNA:LIGY. Nejdůležitějším faktorem je počet startů v základní sestavě v soutěži. V případě rovnosti počtu duelů rozhoduje pozdější start v základní sestavě.
| Číslo | Pozice           | N       | Jméno             | Zápasy |
| ----- | ---------------- | ------- | ----------------- | ------ |
| 16    | brankář          | Česko   | Jan Laštůvka      | 35     |
| 9     | pravý bek        | Česko   | Lukáš Pazdera     | 25     |
| 3     | stoper           | Česko   | Martin Šindelář   | 22     |
| 15    | stoper           | Česko   | Patrizio Stronati | 35     |
| 25    | levý bek         | Česko   | Jiří Fleišman     | 34     |
| 7     | pravé křídlo     | Česko   | Martin Fillo      | 32     |
| 5     | střední záložník | Česko   | Adam Jánoš        | 28     |
| 17    | střední záložník | Česko   | Robert Hrubý      | 29     |
| 21    | levé křídlo      | Česko   | Daniel Holzer     | 32     |
| 27    | útočník          | Česko   | Milan Baroš       | 15     |
| 8     | útočník          | Senegal | Dame Diop         | 25     |

## Zápasy v sezoně 2018/19

### Souhrn působení v soutěžích
| Soutěž       | Fáze startu | Momentální pozice | Konečná pozice | První zápas       | Poslední zápas  |
| ------------ | ----------- | ----------------- | -------------- | ----------------- | --------------- |
| FORTUNA:LIGA | —           | 5. místo          | 5. místo       | 23. červenec 2018 | 1. červen 2019  |
| MOL Cup      | 2. kolo     | finále            | finále         | 28. srpen 2018    | 22. květen 2019 |

### Letní přípravné zápasy
Zdroj: fcb.cz
| Datum                                                 | Soupeř                             | Místo                                 | Výsledek | Střelci Baníku                                                               | Report |
| ----------------------------------------------------- | ---------------------------------- | ------------------------------------- | -------- | ---------------------------------------------------------------------------- | ------ |
| 23/ 06/ 2018                                          | MFK Ružomberok (I)                 | Bolatice                              | 1-0      | 75' Jirásek                                                                  | fcb.cz |
| Soustředění Kroměříž (25. 6. - 30. 6. 2018)           |                                    |                                       |          |                                                                              |        |
| 27/ 06/ 2018                                          | FC ViOn Zlaté Moravce – Vráble (I) | Kroměříž                              | 4-0      | 13' Procházka, 59' Diop, 62' (pen) Azevedo, 75' Kaloč                        | fcb.cz |
| 30/ 06/ 2018                                          | FK Senica (I)                      | Kroměříž                              | 6-0      | 12' Šindelář, 44' Baroš, 52' Granečný, 63' Jirásek, 70' J. Šašinka, 83' Diop | fcb.cz |
|                                                       |                                    |                                       |          |                                                                              |        |
| 04/ 07/ 2018                                          | FC Spartak Trnava (I)              | Trnava, Slovensko                     | 1-0      | 48' Fillo                                                                    | fcb.cz |
| 07/ 07/ 2018                                          | 1. SK Prostějov (II)               | Prostějov                             | 1-2      | 60' Fleišman                                                                 | fcb.cz |
| Soustředění Kirchdorf, Rakousko (9. 7. - 14. 7. 2018) |                                    |                                       |          |                                                                              |        |
| 11/ 07/ 2018                                          | Arminia Bielefeld (II)             | Neukirchen am Großvenediger, Rakousko | 0-2      |                                                                              | fcb.cz |
|                                                       |                                    |                                       |          |                                                                              |        |
| 18/ 07/ 2018                                          | FC Odra Petřkovice (III)           | Markvartovice                         | 2-0      | 20' Baroš, 23' Fillo                                                         | fcb.cz |
|                                                       |                                    |                                       |          |                                                                              |        |
| 07/ 09/ 2018                                          | MFK Vítkovice (II)                 | Čeladná                               | 1-0      | 28' Diop                                                                     | fcb.cz |
|                                                       |                                    |                                       |          |                                                                              |        |
| 12/ 10/ 2018                                          | 1. SC Znojmo (II)                  | Městský stadion, Ostrava              | 1-0      | 89' Baroš                                                                    | fcb.cz |

### Zimní přípravné zápasy
Zdroj: fcb.cz
| Datum                                     | Soupeř                   | Místo         | Výsledek      | Střelci Baníku                                | Report        |
| Tipsport liga                             | Tipsport liga            | Tipsport liga | Tipsport liga | Tipsport liga                                 | Tipsport liga |
| ----------------------------------------- | ------------------------ | ------------- | ------------- | --------------------------------------------- | ------------- |
| 08/ 01/ 2019                              | 1. SK Prostějov (II)     | Orlová        | 2-0           | 77' J. Šašinka, 85' Hrubý                     | fcb.cz        |
| 11/ 01/ 2019                              | FK Poprad (II)           | Orlová        | 3-2           | 33' Hrubý, 61' J. Šašinka, 63' Fillo          | fcb.cz        |
| 15/ 01/ 2019                              | 1. FC Tatran Prešov (II) | Orlová        | 2-1           | 28' (pen) Fillo, 88' J. Šašinka               | fcb.cz        |
| Soustředění Turecko (20. 1. - 1. 2. 2019) |                          |               |               |                                               |               |
| 21/ 01/ 2019                              | Pogoń Szczecin (I)       | Turecko       | 0-1           | 55' Bolf                                      | fcb.cz        |
| 24/ 01/ 2019                              | Korona Kielce (I)        | Turecko       | 3-3           | 15' Kuzmanovič, 28' Procházka, 85' J. Šašinka | fcb.cz        |
| 27/ 01/ 2019                              | FK Lvov (I)              | Turecko       | 0-0           |                                               | fcb.cz        |
| 31/ 01/ 2019                              | FK Orenburg (I)          | Turecko       | 0-1           | 11' Pazdera                                   | fcb.cz        |

### FORTUNA:LIGA
Hlavní článek: FORTUNA:LIGA 2018/19

#### Ligová tabulka po základní části
| Poř. | Tým                  | Z  | V  | R  | P  | VG | OG | B  |
| ---- | -------------------- | -- | -- | -- | -- | -- | -- | -- |
| 1.   | SK Slavia Praha      | 30 | 23 | 3  | 4  | 72 | 23 | 72 |
| 2.   | FC Viktoria Plzeň    | 30 | 21 | 5  | 4  | 47 | 27 | 68 |
| 3.   | AC Sparta Praha      | 30 | 17 | 6  | 7  | 52 | 27 | 57 |
| 4.   | FK Jablonec          | 30 | 15 | 6  | 9  | 53 | 26 | 51 |
| 5.   | FC Baník Ostrava     | 30 | 13 | 6  | 11 | 38 | 36 | 45 |
| 6.   | FC Slovan Liberec    | 30 | 11 | 9  | 10 | 33 | 28 | 42 |
| 7.   | FK Mladá Boleslav    | 30 | 11 | 9  | 10 | 52 | 44 | 42 |
| 8.   | SK Sigma Olomouc     | 30 | 12 | 4  | 14 | 37 | 43 | 40 |
| 9.   | FC Fastav Zlín       | 30 | 12 | 3  | 15 | 32 | 40 | 39 |
| 10.  | FK Teplice           | 30 | 10 | 6  | 14 | 32 | 42 | 36 |
| 11.  | Bohemians Praha 1905 | 30 | 8  | 10 | 12 | 29 | 37 | 34 |
| 12.  | 1. FC Slovácko       | 30 | 10 | 4  | 16 | 32 | 45 | 34 |
| 13.  | SFC Opava (N)        | 30 | 9  | 6  | 15 | 39 | 49 | 33 |
| 14.  | 1. FK Příbram (N)    | 30 | 8  | 7  | 15 | 33 | 63 | 31 |
| 15.  | MFK Karviná          | 30 | 8  | 5  | 17 | 39 | 53 | 29 |
| 16.  | FK Dukla Praha       | 30 | 5  | 5  | 20 | 25 | 62 | 20 |

Vysvětlivky: (N) = Nováček v soutěži; Z = Zápasy; V = Výhry; R = Remízy; P = Prohry; VG = Vstřelené góly; OG = Obdržené góly; B = Body.

#### Tabulka nadstavbové skupiny o titul
| Poř. | Tým               | Z  | V  | R  | P  | VG | OG | B  |
| ---- | ----------------- | -- | -- | -- | -- | -- | -- | -- |
| 1.   | SK Slavia Praha   | 35 | 26 | 5  | 4  | 79 | 26 | 83 |
| 2.   | FC Viktoria Plzeň | 35 | 24 | 6  | 5  | 57 | 32 | 78 |
| 3.   | AC Sparta Praha   | 35 | 20 | 6  | 9  | 59 | 33 | 66 |
| 4.   | FK Jablonec       | 35 | 17 | 6  | 12 | 58 | 32 | 57 |
| 5.   | FC Baník Ostrava  | 35 | 13 | 8  | 14 | 39 | 43 | 47 |
| 6.   | FC Slovan Liberec | 35 | 12 | 10 | 13 | 34 | 32 | 46 |

Kvalifikace o Evropskou ligu UEFA
| Kvalifikace o EL 1. červen 2019 | FC Baník Ostrava | 0 – 1 | FK Mladá Boleslav      | Městský stadion v Ostravě-Vítkovicích, Ostrava |  |
| 15:00 SELČ |                  |       | 12' Nikolaj Komličenko | Diváci: 10.368 Rozhodčí: Franěk                |  |
| Poznámky: Sestava: Laštůvka – Fillo, Šindelář, Stronati, Fleišman – Holzer (49. Granečný), Jánoš, Jirásek (84. J. Šašinka), Hrubý – Baroš, Kuzmanovič (72. Diop) Report: fcb.cz, idnes.cz, eurofotbal.cz, isport.cz, sport.cz |                  |       |                        |                                                |  |

#### Tabulka výsledků FC Baník Ostrava
| Celkem | Celkem | Celkem | Celkem | Celkem | Celkem | Celkem | Celkem | Doma | Doma | Doma | Doma | Doma | Doma | Doma | Doma | Venku | Venku | Venku | Venku | Venku | Venku | Venku | Venku |
| Z      | V      | R      | P      | VG     | OG     | GR     | Body   | Z    | V    | R    | P    | VG   | OG   | GR   | Body | Z     | V     | R     | P     | VG    | OG    | GR    | Body  |
| ------ | ------ | ------ | ------ | ------ | ------ | ------ | ------ | ---- | ---- | ---- | ---- | ---- | ---- | ---- | ---- | ----- | ----- | ----- | ----- | ----- | ----- | ----- | ----- |
| 36     | 13     | 8      | 15     | 39     | 44     | -5     | 47     | 18   | 8    | 4    | 6    | 20   | 14   | +6   | 28   | 18    | 5     | 4     | 9     | 19    | 30    | -11   | 19    |

#### Kolo po kole
| Kolo     | 1 | 2 | 3 | 4 | 5 | 6 | 7 | 8 | 9 | 10 | 11 | 12 | 13 | 14 | 15 | 16 | 17 | 18 | 19 | 20 | 21 | 22 | 23 | 24 | 25 | 26 | 27 | 28 | 29 | 30 | N1 | N2 | N3 | N4 | N5 | EL |
| -------- | - | - | - | - | - | - | - | - | - | -- | -- | -- | -- | -- | -- | -- | -- | -- | -- | -- | -- | -- | -- | -- | -- | -- | -- | -- | -- | -- | -- | -- | -- | -- | -- | -- |
| Hřiště   | D | V | D | V | V | D | V | D | V | D  | V  | D  | V  | D  | V  | D  | V  | D  | D  | V  | D  | V  | D  | V  | D  | V  | D  | V  | D  | V  | V  | V  | D  | D  | V  | D  |
| Výsledek | V | P | V | V | V | V | R | P | V | V  | R  | R  | V  | P  | P  | P  | V  | V  | R  | R  | V  | P  | P  | P  | R  | P  | V  | P  | V  | P  | P  | P  | P  | R  | R  | P  |
| Pozice   | 6 | 9 | 5 | 4 | 4 | 3 | 5 | 5 | 5 | 4  | 4  | 4  | 3  | 5  | 5  | 6  | 5  | 4  | 3  | 5  | 4  | 4  | 4  | 5  | 5  | 5  | 5  | 5  | 5  | 5  | 5  | 5  | 6  | 6  | 5  | -  |

Vysvětlivky: Hřiště: D = Domácí; V = Venkovní. Výsledek: V = Výhra; P = Prohra; R = Remíza.

#### Podzimní část
| 1. kolo 23. červenec 2018 | FC Baník Ostrava      | 1 – 0 | FK Jablonec | Městský stadion v Ostravě-Vítkovicích, Ostrava |  |
| 18:00 SELČ | Tomáš Holeš 81' (vl.) |       |             | Diváci: 8.869 Rozhodčí: Hrubeš                 |  |
| Poznámky: Sestava: Laštůvka – Pazdera, Šindelář, Stronati, Fleišman – Fillo, Jirásek, Hrubý (54. Jánoš), Granečný (68. Holzer) – Baroš (C) (90. Pokorný), Diop Report: fcb.cz, idnes.cz, eurofotbal.cz, isport.cz, sport.cz |                       |       |             |                                                |  |

| 2. kolo 28. červenec 2018 | 1.FC Slovácko                        | 2 – 1 | FC Baník Ostrava  | Městský fotbalový stadion Miroslava Valenty, Uherské Hradiště |  |
| 17:00 SELČ | Jan Kuchta 22' Filip Kubala 90' (+3) |       | 35' Daniel Holzer | Diváci: 6.389 Rozhodčí: Berka                                 |  |
| Poznámky: Sestava: Laštůvka – Pazdera, Šindelář, Stronati, Fleišman – Fillo, Jánoš (80. Pokorný), Jirásek (75. O. Šašinka), Holzer (63. Granečný) – Baroš (C), Diop Report: fcb.cz, idnes.cz, eurofotbal.cz, isport.cz, sport.cz |                                      |       |                   |                                                               |  |

| 3. kolo 4. srpen 2018 | FC Baník Ostrava                               | 3 – 0 | 1. FK Příbram | Městský stadion v Ostravě-Vítkovicích, Ostrava |  |
| 17:00 SELČ | Milan Baroš 5' Milan Baroš 22' Milan Baroš 51' |       |               | Diváci: 7.043 Rozhodčí: Ardeleanu              |  |
| Poznámky: Sestava: Laštůvka – Pazdera, Šindelář, Stronati, Fleišman – Fillo, Jánoš (81. O. Šašinka), Jirásek (64. Hrubý), Holzer (85. Granečný) – Baroš (C), Diop Report: fcb.cz, idnes.cz, eurofotbal.cz, isport.cz, sport.cz |                                                |       |               |                                                |  |

| 4. kolo 13. srpen 2018 | Bohemians Praha 1905 | 0 – 1 | FC Baník Ostrava   | Ďolíček, Praha                 |  |
| 18:00 SELČ |                      |       | 87' Ondřej Šašinka | Diváci: 4.955 Rozhodčí: Franěk |  |
| Poznámky: Sestava: Laštůvka – Pazdera, Šindelář, Stronati, Fleišman – Fillo (74. Granečný), Jánoš, Hrubý, Holzer – Diop (86. J. Šašinka), Baroš (C) (42. O. Šašinka) Report: fcb.cz, idnes.cz, eurofotbal.cz, isport.cz, sport.cz |                      |       |                    |                                |  |

| 5. kolo 20. srpen 2018 | SK Sigma Olomouc | 1 – 4 | FC Baník Ostrava                                          | Andrův stadion, Olomouc           |  |
| 18:00 SELČ | Pavel Dvořák 79' |       | 3' Martin Fillo 13' Dame Diop 60' Dame Diop 77' Dame Diop | Diváci: 10.667 Rozhodčí: Pechanec |  |
| Poznámky: Sestava: Laštůvka – Pazdera, Šindelář, Stronati, Fleišman (77. Granečný) – Fillo, Jánoš, Hrubý (C), Holzer – O. Šašinka (67. J. Šašinka), Diop (85. Jirásek) Report: fcb.cz, idnes.cz, eurofotbal.cz, isport.cz, sport.cz |                  |       |                                                           |                                   |  |

| 6. kolo 25. srpen 2018 | FC Baník Ostrava                 | 2 – 0 | FK Dukla Praha | Městský stadion v Ostravě-Vítkovicích, Ostrava |  |
| 17:00 SELČ | Ondřej Šašinka 12' Dame Diop 43' |       |                | Diváci: 10.405 Rozhodčí: Machálek              |  |
| Poznámky: Sestava: Laštůvka – Pazdera, Šindelář, Stronati, Fleišman – Fillo, Jánoš, Hrubý, Holzer (79. Granečný) – O. Šašinka (64. Jirásek), Diop (89. J. Šašinka) Report: fcb.cz, idnes.cz, eurofotbal.cz, isport.cz, sport.cz |                                  |       |                |                                                |  |

| 7. kolo 1. září 2018 | FC Slovan Liberec | 0 – 0 | FC Baník Ostrava | Stadion U Nisy, Liberec       |  |
| 15:00 SELČ |                   |       |                  | Diváci: 4.695 Rozhodčí: Marek |  |
| Poznámky: Sestava: Laštůvka – Pazdera, Šindelář, Stronati, Fleišman – Fillo, Jánoš, Hrubý (84. Procházka), Holzer (75. Granečný) – O. Šašinka (68. Jirásek), Diop Report: fcb.cz, idnes.cz, eurofotbal.cz, isport.cz, sport.cz |                   |       |                  |                               |  |

| 8. kolo 17. září 2018 | FC Baník Ostrava | 0 – 1 | AC Sparta Praha     | Městský stadion v Ostravě-Vítkovicích, Ostrava |  |
| 18:00 SELČ |                  |       | 77' Benjamin Tetteh | Diváci: 14.212 Rozhodčí: Královec              |  |
| Poznámky: Sestava: Laštůvka – Pazdera, Šindelář, Stronati, Fleišman – Fillo (88. Granečný), Jánoš (81. O. Šašinka), Hrubý, Holzer – Baroš (78. J. Šašinka), Diop Report: fcb.cz, idnes.cz, eurofotbal.cz, isport.cz, sport.cz |                  |       |                     |                                                |  |

| 9. kolo 21. září 2018 | FC Fastav Zlín          | 1 – 2 | FC Baník Ostrava                  | Stadion Letná, Zlín             |  |
| 18:00 SELČ | Jean-David Beauguel 83' |       | 62' Milan Baroš 65' Lukáš Pazdera | Diváci: 5.898 Rozhodčí: Julínek |  |
| Poznámky: Sestava: Laštůvka – Pazdera, Šindelář, Stronati, Fleišman – Fillo, Jánoš, Hrubý (85. Procházka), Holzer – Baroš (75. O. Šašinka), Diop (90. Mešaninov) Report: fcb.cz, idnes.cz, eurofotbal.cz, isport.cz, sport.cz |                         |       |                                   |                                 |  |

| 10. kolo 30. září 2018 | FC Baník Ostrava                                  | 2 – 1 | SK Slavia Praha    | Městský stadion v Ostravě-Vítkovicích, Ostrava |  |
| 15:00 SELČ | Milan Baroš 15' Martin Fillo 20' Martin Fillo 45' |       | 27' Miroslav Stoch | Diváci: 14.249 Rozhodčí: Berka                 |  |
| Poznámky: Sestava: Laštůvka – Pazdera, Šindelář, Stronati, Fleišman – Fillo, Mešaninov (86. Procházka), Hrubý, Holzer (79. Granečný) – Baroš, Diop (88. O. Šašinka) Report: fcb.cz, idnes.cz, eurofotbal.cz, isport.cz, sport.cz |                                                   |       |                    |                                                |  |

| 11. kolo 6. říjen 2018 | FK Mladá Boleslav                                               | 2 – 2 | FC Baník Ostrava                       | Městský stadion, Mladá Boleslav |  |
| 17:00 SELČ | Nikolaj Komličenko 38' Marek Matějovský 86' Petr Mareš 90' (+4) |       | 49' Martin Šindelář 56' Ondřej Šašinka | Diváci: 4.556 Rozhodčí: Zelinka |  |
| Poznámky: Sestava: Laštůvka – Pazdera, Šindelář, Stronati, Fleišman – Fillo, Mešaninov (46. Jirásek), Hrubý, Holzer (85. Granečný) – Diop, O. Šašinka (74. Procházka) Report: fcb.cz, idnes.cz, eurofotbal.cz, isport.cz, sport.cz |                                                                 |       |                                        |                                 |  |

| 12. kolo 20. říjen 2018 | FC Baník Ostrava  | 1 – 1 | MFK Karviná                    | Městský stadion v Ostravě-Vítkovicích, Ostrava |  |
| 17:00 SELČ | Jiří Fleišman 73' |       | 49' Dávid Guba 59' Bojan Letić | Diváci: 11.002 Rozhodčí: Franěk                |  |
| Poznámky: Sestava: Laštůvka – Pazdera (46. Mešaninov), Šindelář, Stronati, Fleišman – Fillo, Jánoš (86. J. Šašinka), Hrubý, Holzer – O. Šašinka (55. Jirásek), Diop Report: fcb.cz, idnes.cz, eurofotbal.cz, isport.cz, sport.cz |                   |       |                                |                                                |  |

| 13. kolo 26. říjen 2018 | FK Teplice | 0 – 1 | FC Baník Ostrava | Stadion Na Stínadlech, Teplice   |  |
| 18:00 SELČ |            |       | 25' Adam Jánoš   | Diváci: 3.118 Rozhodčí: Pechanec |  |
| Poznámky: Sestava: Laštůvka – Mešaninov, Šindelář, Stronati, Fleišman – Fillo, Jánoš, Jirásek (77. O. Šašinka), Holzer (82. Granečný) – Hrubý – Diop (87. Procházka) Report: fcb.cz, idnes.cz, eurofotbal.cz, isport.cz, sport.cz |            |       |                  |                                  |  |

| 14. kolo 3. listopad 2018 | FC Baník Ostrava | 0 – 1 | FC Viktoria Plzeň | Městský stadion v Ostravě-Vítkovicích, Ostrava |  |
| 15:00 SEČ |                  |       | 45' Jan Kopic     | Diváci: 12.919 Rozhodčí: Proske                |  |
| Poznámky: Sestava: Laštůvka – Mešaninov (86. Pazdera), Šindelář, Stronati, Fleišman – Jirásek, Jánoš (83. O. Šašinka) – Fillo, Hrubý, Holzer – J. Šašinka Report: fcb.cz, idnes.cz, eurofotbal.cz, isport.cz, sport.cz |                  |       |                   |                                                |  |

| 15. kolo 11. listopad 2018 | SFC Opava                               | 2 – 1 | FC Baník Ostrava  | Městský stadion, Opava            |  |
| 14:00 SEČ | Joel Ngandu Kayamba 35' Tomáš Smola 65' |       | 84' Jakub Šašinka | Diváci: 6.385 Rozhodčí: Ardeleanu |  |
| Poznámky: Sestava: Laštůvka – Mešaninov, Šindelář, Stronati, Fleišman (71. J. Šašinka) – Fillo (81. Stáňa), Jánoš (62. O. Šašinka), Jirásek, Holzer – Hrubý – Baroš Report: fcb.cz, idnes.cz, eurofotbal.cz, isport.cz, sport.cz |                                         |       |                   |                                   |  |

| 16. kolo 24. listopad 2018 | FC Baník Ostrava | 0 – 3 | 1.FC Slovácko                                     | Městský stadion v Ostravě-Vítkovicích, Ostrava |  |
| 17:00 SEČ |                  |       | 42' Marek Havlík 57' Petr Reinberk 81' Jan Kuchta | Diváci: 9.782 Rozhodčí: Hrubeš                 |  |
| Poznámky: Sestava: Laštůvka – Pazdera (69. O. Šašinka), Šindelář, Procházka, Holzer – Fillo (83. Stáňa), Jánoš (60. Jirásek), Hrubý, Granečný – J. Šašinka, Baroš Report: fcb.cz, idnes.cz, eurofotbal.cz, isport.cz, sport.cz |                  |       |                                                   |                                                |  |

| 17. kolo 1. prosinec 2018 | 1. FK Příbram | 0 – 2 | FC Baník Ostrava                     | Stadion Na Litavce, Příbram   |  |
| 17:00 SEČ |               |       | 39' Robert Hrubý 90' Bronislav Stáňa | Diváci: 1.638 Rozhodčí: Berka |  |
| Poznámky: Sestava: Laštůvka – Mešaninov, Šindelář (55. Procházka), Stronati, Fleišman – Jirásek (77. Stáňa), Jánoš, Hrubý, Holzer – J. Šašinka, O. Šašinka (74. Baroš) Report: fcb.cz, idnes.cz, eurofotbal.cz, isport.cz, sport.cz |               |       |                                      |                               |  |

| 18. kolo 8. prosinec 2018 | FC Baník Ostrava                        | 2 – 0 | Bohemians Praha 1905 | Městský stadion v Ostravě-Vítkovicích, Ostrava |  |
| 15:00 SEČ | Daniel Holzer 69' Patrizio Stronati 90' |       |                      | Diváci: 8.421 Rozhodčí: Franěk                 |  |
| Poznámky: Sestava: Laštůvka – Pazdera, Procházka, Stronati, Fleišman – Fillo (75. Granečný), Jánoš, Hrubý, Holzer (84. Stáňa) – O. Šašinka, J. Šašinka (59. Diop) Report: fcb.cz, idnes.cz, eurofotbal.cz, isport.cz, sport.cz |                                         |       |                      |                                                |  |

| 19. kolo 14. prosinec 2018 | FC Baník Ostrava | 0 – 0 | SK Sigma Olomouc | Městský stadion v Ostravě-Vítkovicích, Ostrava |  |
| 18:00 SEČ |                  |       |                  | Diváci: 6.251 Rozhodčí: Královec               |  |
| Poznámky: Sestava: Laštůvka – Pazdera, Procházka, Stronati, Fleišman – Fillo, Mešaninov, Hrubý, Holzer (77. Granečný) – Diop, O. Šašinka (67. J. Šašinka) Report: fcb.cz, idnes.cz, eurofotbal.cz, isport.cz, sport.cz |                  |       |                  |                                                |  |

#### Jarní část
| 20. kolo 8. únor 2019 | FK Dukla Praha   | 1 – 1 | FC Baník Ostrava       | Stadion Juliska, Praha         |  |
| 18:00 SEČ | Jakub Podaný 13' |       | 31' Nemanja Kuzmanović | Diváci: 2.863 Rozhodčí: Hrubeš |  |
| Poznámky: Sestava: Laštůvka – Pazdera, Procházka, Stronati, Fleišman – Fillo (87. Jirásek), Hrubý, Jánoš, Holzer (73. Granečný) – Baroš, Kuzmanović (79. J. Šašinka) Report: fcb.cz, idnes.cz, eurofotbal.cz, isport.cz, sport.cz |                  |       |                        |                                |  |

| 21. kolo 16. únor 2019 | FC Baník Ostrava              | 2 – 1 | FC Slovan Liberec           | Městský stadion v Ostravě-Vítkovicích, Ostrava |  |
| 17:00 SEČ | Milan Baroš 57' Dame Diop 70' |       | 80' (vl.) Patrizio Stronati | Diváci: 10.798 Rozhodčí: Ardeleanu             |  |
| Poznámky: Sestava: Laštůvka – Pazdera, Procházka, Stronati, Fleišman – Fillo, Jánoš, Hrubý (78. Jirásek), Holzer (87. Šindelář) – Kuzmanovič (67. Diop), Baroš Report: fcb.cz, idnes.cz, eurofotbal.cz, isport.cz, sport.cz |                               |       |                             |                                                |  |

| 22. kolo 24. únor 2019 | AC Sparta Praha                                                                 | 3 – 2 | FC Baník Ostrava                     | Generali Arena, Praha           |  |
| 17:00 SEČ | Lukáš Štetina 39' David Moberg Karlsson 58' Lukáš Štětina 61' Václav Drchal 77' |       | 29' Dame Diop 90' Nemanja Kuzmanović | Diváci: 15.225 Rozhodčí: Houdek |  |
| Poznámky: Sestava: Laštůvka – Pazdera, Procházka, Stronati, Fleišman – Fillo (80. J. Šašinka), Jánoš (71. Jirásek), Hrubý, Holzer – Baroš, Diop (58. Kuzmanovič) Report: fcb.cz, idnes.cz, eurofotbal.cz, isport.cz, sport.cz |                                                                                 |       |                                      |                                 |  |

| 23. kolo 1. březen 2019 | FC Baník Ostrava                 | 1 – 2 | FC Fastav Zlín                    | Městský stadion v Ostravě-Vítkovicích, Ostrava |  |
| 18:00 SEČ | Milan Baroš 25' Robert Hrubý 73' |       | 20' Petr Jiráček 64' Tomáš Poznar | Diváci: 9.994 Rozhodčí: Julínek                |  |
| Poznámky: Sestava: Laštůvka – Pazdera, Procházka, Stronati, Fleišman – Kuzmanovič (78. Šindelář), Mešaninov (61. Fillo), Hrubý, Holzer (69. Granečný) – Baroš, Diop Report: fcb.cz, idnes.cz, eurofotbal.cz, isport.cz, sport.cz |                                  |       |                                   |                                                |  |

| 24. kolo 10. březen 2019   | SK Slavia Praha | v | FC Baník Ostrava | Eden Aréna, Praha |  |
| 17:30 SEČ                  |                 |   |                  | Rozhodčí:         |  |
| Poznámky: Sestava: Report: |                 |   |                  |                   |  |

| 25. kolo 16. březen 2019   | FC Baník Ostrava | v | FK Mladá Boleslav | Městský stadion v Ostravě-Vítkovicích, Ostrava |  |
| 14:00 SEČ                  |                  |   |                   | Rozhodčí:                                      |  |
| Poznámky: Sestava: Report: |                  |   |                   |                                                |  |

| 26. kolo 30. březen 2019   | MFK Karviná | v | FC Baník Ostrava | Městský stadion Karviná, Karviná |  |
| 18:30 SEČ                  |             |   |                  | Rozhodčí:                        |  |
| Poznámky: Sestava: Report: |             |   |                  |                                  |  |

| 27. kolo 6. duben 2019     | FC Baník Ostrava | v | FK Teplice | Městský stadion v Ostravě-Vítkovicích, Ostrava |  |
| 18:30 SELČ                 |                  |   |            | Rozhodčí:                                      |  |
| Poznámky: Sestava: Report: |                  |   |            |                                                |  |

| 28. kolo 13. duben 2019    | FC Viktoria Plzeň | v | FC Baník Ostrava | Doosan Arena, Plzeň |  |
| 18:30 SELČ                 |                   |   |                  | Rozhodčí:           |  |
| Poznámky: Sestava: Report: |                   |   |                  |                     |  |

| 29. kolo 20. duben 2019    | FC Baník Ostrava | v | SFC Opava | Městský stadion v Ostravě-Vítkovicích, Ostrava |  |
| 18:30 SELČ                 |                  |   |           | Rozhodčí:                                      |  |
| Poznámky: Sestava: Report: |                  |   |           |                                                |  |

| 30. kolo 27. duben 2019    | FK Jablonec | v | FC Baník Ostrava | Stadion Střelnice, Jablonec |  |
| 18:30 SELČ                 |             |   |                  | Rozhodčí:                   |  |
| Poznámky: Sestava: Report: |             |   |                  |                             |  |

### MOL Cup
Hlavní článek: MOL Cup 2018/19
| 2. kolo 29. srpen 2018 | SK Uničov | 0 – 2 | FC Baník Ostrava                | Areál SK Uničov, Uničov         |  |
| 17:00 SELČ |           |       | 61' Jiří Fleišman 77' Dame Diop | Diváci: 1.250 Rozhodčí: Zelinka |  |
| Poznámky: Sestava: Budinský – Mešaninov, Procházka, Stronati, Granečný – Bolf (46. Fleišman), Jánoš, Jirásek, Holzer – J. Šašinka (56. Diop), O. Šašinka (63. Hrubý) Report: fcb.cz, idnes.cz, eurofotbal.cz, isport.cz, sport.cz |           |       |                                 |                                 |  |

| 3. kolo 25. září 2018 | FK Baník Sokolov | 1 – 2 | FC Baník Ostrava                    | Stadion FK Baník Sokolov, Sokolov |  |
| 16:00 SELČ | Adam Ševčík 45'  |       | 15' Lukáš Pazdera 24' Milan Jirásek | Diváci: 2.550 Rozhodčí: Ardeleanu |  |
| Poznámky: Sestava: Budinský – Pazdera, Šindelář, Procházka, Granečný – Fillo, Hrubý (65. Jánoš), Mešaninov, Jirásek, Holzer (71. Fleišman) – O. Šašinka (81. Stronati) Report: fcb.cz, idnes.cz, eurofotbal.cz, isport.cz, sport.cz |                  |       |                                     |                                   |  |

| Osmifinále 31. říjen 2018 | FC Viktoria Plzeň                           | 2 – 3 (PP) | FC Baník Ostrava                                                                    | Doosan Arena, Plzeň             |  |
| 17:30 SEČ | Tomáš Chorý 34' Roman Procházka 90+6' (pen) |            | 73' Jakub Šašinka 80' (pen) Jiří Fleišman 90+4' Václav Procházka 111' Jiří Fleišman | Diváci: 3.503 Rozhodčí: Zelinka |  |
| Poznámky: Sestava: Budinský – Mešaninov, Procházka, Šindelář, Fleišman – Fillo, Jánoš (108. Breda), Jirásek, Granečný (80. Stronati) – Diop (59. Holzer), O. Šašinka (46. J. Šašinka) Report: fcb.cz, idnes.cz, eurofotbal.cz, isport.cz, sport.cz |                                             |            |                                                                                     |                                 |  |

| Čtvrtfinále 3. duben 2019 | FC Baník Ostrava                    | 2 – 1 (PP) | FC Slovan Liberec | Městský stadion v Ostravě-Vítkovicích, Ostrava |  |
| 18:00 SELČ | Milan Baroš 43' Ondřej Šašinka 102' |            | 16' Jan Sýkora    | Diváci: 5.734 Rozhodčí: Královec               |  |
| Poznámky: Sestava: Budinský – Fillo, Procházka, Stronati, Fleišman – Granečný, Jánoš (114. Mešaninov), Jirásek, Holzer (112. Hrubý) – Kuzmanovič (108. Diop), Baroš (62. O. Šašinka) Report: fcb.cz, idnes.cz, eurofotbal.cz, isport.cz, sport.cz |                                     |            |                   |                                                |  |

| Semifinále 24. duben 2019 | FC Baník Ostrava | 1 – 0 | Bohemians Praha 1905 | Městský stadion v Ostravě-Vítkovicích, Ostrava |  |
| 17:00 SELČ | Robert Hrubý 12' |       |                      | Diváci: 10.712 Rozhodčí: Marek                 |  |
| Poznámky: Sestava: Budinský – Pazdera, Procházka, Stronati, Fleišman – Fillo, Jánoš, Hrubý (85. Mešaninov), Granečný (46. Holzer) – Kuzmanovič, O. Šašinka (70. Jirásek) Report: fcb.cz, idnes.cz, eurofotbal.cz, isport.cz, sport.cz |                  |       |                      |                                                |  |

| Finále 22. květen 2019 | SK Slavia Praha                           | 2 – 0 | FC Baník Ostrava | Andrův stadion, Olomouc            |  |
| 19:15 SELČ | Tomáš Souček 37' (pen) Lukáš Masopust 77' |       |                  | Diváci: 11.661 Rozhodčí: Ardeleanu |  |
| Poznámky: Sestava: Budinský – Šindelář (71. Diop), Procházka, Stronati – Pazdera (46. Granečný), Jánoš, Hrubý, Fleišman – Holzer, Fillo – Kuzmanovič (81. O. Šašinka) Report: fcb.cz, idnes.cz, eurofotbal.cz, isport.cz, sport.cz |                                           |       |                  |                                    |  |